# Iveco Magirus
Die Iveco Magirus AG ist ein Hersteller von Nutzfahrzeugen.
An seinem Sitz in Ulm entwickelt und fertigt das Unternehmen Fahrzeuge und Geräte für den Brand- und Katastrophenschutz.
Es besitzt Tochtergesellschaften in Deutschland, Frankreich und Rumänien, die Drehleitern und andere Feuerwehrfahrzeuge entwickeln, herstellen und vertreiben sowie Tochtergesellschaften, die das Sortiment der Muttergesellschaft Iveco in Deutschland vertreiben.

## Unternehmensgeschichte

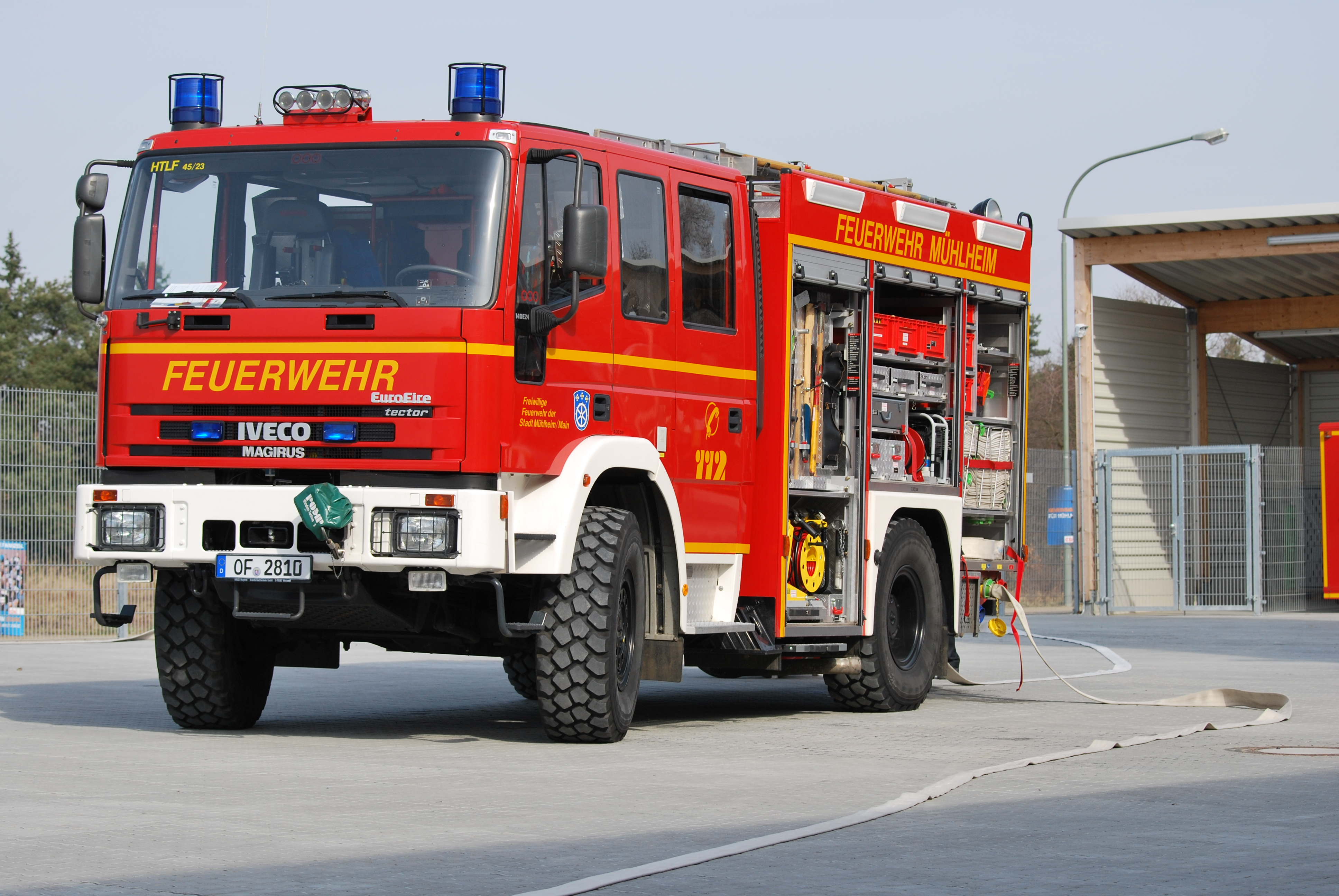
Iveco Magirus EuroFire

Die Iveco Magirus AG hat ihren Ursprung in dem Lkw-, Omnibus- und Feuerwehrfahrzeug-Hersteller Magirus, der im Jahr 1865 gegründet und 1936 von Humboldt-Deutz (später: Deutz AG) übernommen wurde. Deutz führte die Nutzfahrzeugproduktion unter der Marke Magirus-Deutz weiter. Im Jahr 1974 gründete Deutz das Unternehmen Magirus-Deutz AG, um den Geschäftsbereich zum nächsten Jahreswechsel auszugliedern und in die neue Gesellschaft Iveco einzubringen.
Ab Januar 1975 gehörte das Unternehmen Magirus-Deutz AG zu 100 Prozent der Iveco AG, die wiederum zu 80 Prozent zu Fiat gehörte. Die restlichen 20 Prozent an Iveco hielt bis 1980 Deutz, danach war Fiat Alleineigentümer von Iveco und damit auch der Magirus-Deutz AG. Im Jahr 1983 wurde die Magirus-Deutz AG in Iveco Magirus AG umbenannt. Die Brandschutzsparte wurde 1996 in die Tochtergesellschaft Iveco Magirus Brandschutztechnik GmbH ausgegliedert.
Die Eurokrise führte zu einem starken Rückgang der Nachfrage nach Nutzfahrzeugen. Allein im Jahr 2009 gingen bei der Iveco Magirus AG die Aufträge um 56 Prozent zurück. Da die Fertigungskapazitäten nicht ausgelastet waren, wurde im Februar 2009 Kurzarbeit eingeführt, die auch 2012 andauerte. Deshalb beschloss der Fiat-Konzern im Mai 2012, fünf Iveco-Werke in Europa zu schließen und die Nutzfahrzeugproduktion von Ulm nach Madrid zu verlagern. Am 3. August 2012 wurde mit einem Iveco Stralis der letzte Lkw in Ulm gebaut. Vom Lkw-Bereich verblieben Entwicklung und Umbau in Ulm. 300 Arbeitsplätze wurden über Altersteilzeit und freiwillige Aufhebungsverträge abgebaut, der Rest der betroffenen 1500 Arbeitsplätze wurde Ende August auf andere Bereiche des Standortes Ulm verteilt.
In der vormaligen Lkw-Produktionsstätte wurde 2013 von der Tochtergesellschaft Magirus GmbH eine neue Produktion von Löschfahrzeugen aufgenommen. Im Brandschutz arbeiten zurzeit 700 Mitarbeiter (zuvor 400). Im Januar 2025 übernahm der Finanzinvestor Mutares die Magirus GmbH von der Iveco Group.